# Radio Tigre
Radio Tigre es una empresa peruana de radiofonía que se encarga de la gestión de las estaciones de radio limeñas RBC Radio, PBO Radio y Radio América, esta última mediante arriendo a Plural TV. 
Previamente, se encargaba de la producción y emisión de la emisora denominada RBC Radio, la cual inició sus emisiones primero por la banda AM de Lima en 1960 y después adquirió esta última denominación al ser adquirida por Ricardo Belmont Casinelli. En 1981, inicia sus emisiones por FM en la misma ciudad, por la frecuencia 91.9 MHz. Cesó sus emisiones en 1998. 
En 2012, comienza a emitir por internet y, tres años después, reinicia sus emisiones por FM en Lima. Para aquel entonces, la situación de la emisora era inestable por problemas internos de su administración, conflicto que se reflejaba en su programación. En un inicio, su programación se basaba en noticias, pero después estos espacios fueron reemplazados por contenido musical. Más adelante, sus emisiones eran realizada sin nombre comercial o inclusive la emisora dejaba de transmitir de forma temporal a la espera de que un tercero alquilara la estación. Entre el 19 de octubre y el 30 de diciembre de 2022, RBC Radio emitió de forma breve en la frecuencia 91.9 FM.

## Historia

### Antecedentes y primeros años
La radio nació en la década 1960 como Radio Cultura en los 670 kHz AM cuando Ricardo Belmont Cassinelli lo compra y la relanza con una programación musical-miscelánea. En aquel entonces, fue lanzado al aire el programa de entrevistas Habla el pueblo, uno de los más emblemáticos de la estación. Años después, la emisora se mudó a una nueva frecuencia (680 kHz AM) y, en 1981, comenzó a emitir en la frecuencia 91.9 MHz FM con programación musical como RBC La Estación.
Sin embargo, a mediados de la década de 1990, por problemas políticos y financieros, Ricardo Belmont transfiere la administración de la radio a su hijo Ricardo Belmont Vallarino, quien cierra la emisora en 1998 para convertirla en Okey Radio, con una programación juvenil de musicales variados. De esta manera, se crea la empresa RadioCorp.

### Década de 2010
Ya en 2012, la empresa decide reabrir RBC como radio por internet con la misma programación de baladas antiguas en español, emitiendo desde su tradicional sede de la Av. Manco Cápac 333 en el distrito limeño de La Victoria. Desde mayo a julio de 2016, la emisora volvió a transmitir por internet con el nombre de RBC Online.
A principios de 2014, la emisora vuelve a transmitirse en AM; además de los musicales en español, la emisora agregó programas de noticias variados. Sin embargo, el 17 de septiembre de 2015, fue relanzada en FM para lo cual se asoció con el Onda Grupo de Medios en la frecuencia 104.7, en donde en ese entonces emitía Viva FM. Esta última emisora se trasladó a la frecuencia 91.9 FM (ocupada por Radio X). La reinauguración oficial de la estación fue el 23 de noviembre de 2015, con la presencia del Padre Guillermo Oviedo.
Desde el 1 de marzo de 2016, la radio contó también con una programación noticiosa. El 30 de abril de 2016, Ricardo Belmont anunció que RBC Radio dejaba de emitir en FM. El 13 de mayo de 2016, la emisora dejó de transmitir noticias para volver a ser solo musical. Trasladó su sede entonces a Calle Los Robles 297 San Isidro.
Entre el 23 de mayo y el 31 de julio de 2016, RBC Radio cambia de nombre a 104.7 FM Digital, mientras que la radio en internet siguió emitiendo bajo el nombre de RBC Online con la misma programación basada en baladas de los años 1970 y 1980, además de algunos programas producidos por la estación en FM.
Luego de haber estado fuera del aire poco más de un mes, el 30 de junio de 2016, la radio fue nuevamente relanzada por AM en la frecuencia 680 kHz retransmitiendo la programación de Radio Visión de Chiclayo, aunque con la publicidad local suprimida y los identificadores de Radio Visión reemplazados por las de RBC. El 1 de agosto de 2016, la emisora 104.7 FM vuelve a denominarse RBC Radio.
El 14 de enero de 2017, RBC cambia su programación para transmitir baladas en español de los años 1970 al 2000, intercaladas con canciones antiguas salsa y pop latino, noticieros por las mañanas, algunos programas misceláneos como Habla el pueblo y música criolla al mediodía. Así mismo, algunos programas de la desaparecida Radio San Borja se trasladaron a RBC y, durante las madrugadas, emitía infomerciales hasta el 31 de diciembre de 2018.
En enero de 2018, la emisora volvió a transmitir en simultáneo en sus estaciones en FM y AM. El 1 de julio de 2018, RBC Radio se trasladó a sus nuevos estudios en Av. Javier Prado Este 330 Piso 11 San Isidro. Días después, el 6 de julio el transmisor de la señal de FM sufrió una grave avería, por lo que RBC FM quedó fuera del aire durante una semana. Durante este tiempo, la estación emitía una señal temporal a baja potencia hasta completar las reparaciones, las cuales quedaron finalizadas el 15 de julio. Sin embargo, el 9 de septiembre, la señal en FM sufrió nuevamente otra avería y salió del aire, tras lo cual lanzó una señal de emergencia con menos potencia a las 2:20 p.m. hasta completar las reparaciones el 11 de septiembre a las 4:30 p.m..
En Facebook, el fundador de la radio, Ricardo Belmont Cassinelli, anunció que la emisora iba a cesar sus transmisiones el 31 de diciembre de 2018 y la frecuencia de los 104.7 FM sería devuelta a su hijo, Ricardo Belmont Vallarino, para que lo alquilase a un conglomerado radial (posiblemente Corporación Universal). Sin embargo, el 30 de diciembre, Belmont informó por radio que la emisora ya no iba a ser rentada a tal empresa, pero que igual cesaría sus emisiones.
El 31 de diciembre de 2018, a la 1:01 p.m. (UTC-5) RBC Radio cerró sus transmisiones en la frecuencia 104.7 FM con la canción «El último adiós» de Paulina Rubio, pero no se apagó el transmisor del Morro Solar; la frecuencia continuó al aire sin señal hasta el 5 de enero de 2019 debido a que era incierto el destino de la frecuencia ya que no había llegado a un acuerdo todavía con ningún conglomerado radial para su alquiler.
El 5 de enero, se lanzó OCZ-4H FM, emisora que emitía canciones en español de los años 1960 al 2010 con géneros musicales en español tales como baladas, boleros, pop, música criolla y pop en la frecuencia 104.7, propiedad del Grupo Onda de Medios (cuyo dueño era Pedro Tello, amigo muy cercano a Ricardo Belmont) que le alquiló la estación temporalmente a RBC con el nombre de 104.7 FM Digital. En la estación, siguieron conduciendo la programación los mismos locutores, se siguieron emitiendo los mismos infomerciales y siguieron vigentes los mismos auspiciadores.
El 26 de enero de 2019, las estaciones en FM y AM salieron momentáneamente del aire debido a que la emisora renovaría los equipos y los enlaces microondas hacia los transmisiones; la radio volvió al aire dos días después.
El 1 de febrero, las estaciones cambiaron de nombre nuevamente a RBC Radio y agregaron música criolla a su programación. Así mismo, añadieron nuevos programas alquilados y de producción propia. Días después, la estación 680 AM dejó de retransmitir a OCZ-4H FM y pasó a tener programación independiente basada en canciones de géneros pop, rock, pop latino, merengue, salsa sin nombre comercial. El 11 de febrero RBC Radio revirtió su nombre comercial nuevamente a 104.7 FM Digital.
El 1 de marzo de 2019, Belmont Cassinelli confirmó en su cuenta de Facebook que OCZ-4H FM seguía siendo administrada por él junto a su amigo Pedro Tello a través del Grupo Onda de Medios, que la gestión de la radio ejercida por ellos era temporal, que en ese mismo mes sería entregada a «un grupo radial conocido» para el manejo oficial de la estación. Además, informó que RBC Radio Online sería relanzado al aire por internet con el cese de emisiones de la estación FM, con la misma programación musical de esa última emisora. En abril, en la frecuencia 680 AM se lanzó La Peruanita, administrada también por Grupo Onda de Medios, siendo radio hermana de FM Digital. El 1 de mayo la emisora salió del aire momentáneamente por problemas técnicos; sin embargo, regresó el 2 de mayo con una mala recepción de señal hasta el 4 de mayo, cuando se mejoró la calidad de sonido.
Finalmente, el 30 de junio de 2019 un poco antes de la medianoche, OCZ-4H FM cesó sus transmisiones de manera oficial con la canción «Canción para una esposa triste» de Maitén Montenegro, apagando su transmisor en el Morro Solar y siendo reemplazado, minutos después, por una nueva radio llamada Super Folk, luego de que Belmont Vallerino decidiera, después de casi 6 meses de incertidumbre, arrendar la frecuencia al conglomerado radial CRP Radios
La programación de Super Folk estaba compuesta de canciones folclóricas peruanas y latinoamericanas. El 15 de agosto del mismo año, comenzó a transmitir desde el Morro Solar por la antena de CRP.

### Década de 2020
Sin embargo, en enero de 2020, SuperFolk cesó sus emisiones y pasó a transmitir sin nombre comercial ni identificación. Además, agregó algunas canciones de cumbia a su programación y eliminó sus páginas en redes sociales. También, regresó a transmitir desde la antena de RBC, situación que duró hasta abril, cuando regresó a emitir por la antena de CRP en baja potencia. El 23 de marzo, la estación cesa de emitir cumbia. El 24 de abril a las 4:00 p.m., OCZ-4H FM dejó de transmitir temporalmente, sin señal alguna. Fue eliminada de las aplicaciones celulares de CRP Radios y su administración pasó a ser gestionada por RadioCorp. Dos meses más tarde, el 12 de junio, la emisora retoma sus emisiones sin identificación comercial. Su programación consiste de bachatas y baladas en español, volviendo a ser administrada por RadioCorp.
Un año más tarde, el 17 de abril de 2021, OCZ-4H FM empieza a emitir música variada juvenil bajo el nombre comercial "104 7" y sin anuncios comerciales. La estación fue alquilada al Grupo Plural TV para el lanzamiento de Radio América como señal de prueba.
El 12 de junio de 2021, se relanzó oficialmente Radio América; sin embargo, el 16 de junio regresó temporalmente la señal de prueba de los 104.7 de música juvenil, aunque sólo por 15 minutos; posteriormente América retomaría definitivamente sus transmisiones.
En mayo de 2022, Ricardo Belmont Cassinelli ganó el juicio que tenía con su hijo Ricardo Belmont Vallarino para serle devuelta la frecuencia 91.9 FM y el canal 11 dejándole la frecuencia 104.7, al segundo en mención, en la primera frecuencia regresaría RBC Radio pero no se confirmó si Belmont regresaría a ese espacio debido a que PBO recuperó tal frecuencia en diciembre de ese año.

## Eslóganes
- 1973-1975 — La radio tigre
- 1978-1979— La emisora verdad
- 1980-1997 — La Estación
- 2015-2018; 2019 — La otra forma de vivir